# Наш день (фільм)
Наш день — німий документальний короткометражний фільм режисера Уоллеса Келлі, знятий у 1938 році.

## Сюжет
Фільм розповідає про один день із життя сім'ї Келлі в Лівані (штат Кентуккі). У ньому знялися його мати, дружина, брат, собака та сам Уоллес. Фільм протиставляється сучасним стереотипам зубожілих мешканців півдня США, які якось перебиваються під час депресії. У фільмі розповідається про складні інтереси мешканців будинку, що заселений дорослими людьми.
У 2007 році фільм обраний для Національного реєстру фільмів бібліотекою Конгресу як «культурно, історично або естетично значущий».